# Luisa Kiala
Luisa Kiala (ur. 25 stycznia 1982) – angolska piłkarka ręczna, reprezentantka kraju, grająca na pozycji środkowej rozgrywającej. Obecnie występuje w Atletico Petroleos Luanda.
Jej siostrą jest Marcelina, również reprezentantka Angoli w piłce ręcznej.